# Dicranomyia (Peripheroptera) aberrans
Dicranomyia (Peripheroptera) aberrans is een tweevleugelige uit de familie steltmuggen (Limoniidae). De soort komt voor in het Neotropisch gebied.